# برهنه تا ظهر با سرعت
برهنه تا ظهر با سرعت فیلمی سیاه و سفید / رنگی (قسمت پایانی فیلم) به کارگردانی خسرو هریتاش محصول سال ۱۳۵۵ خورشیدی است. برهنه تا ظهر با سرعت محصول استودیو میثاقیه به تهیه‌کنندگی مهدی میثاقیه می‌باشد. بر اساس نوشته مطبوعات تمامی کپی‌ها و نگاتیو و پازتیو اصلی این این فیلم در جریان انقلاب ۱۳۵۷ به آتش کشیده و نابود شده است.

## خلاصه داستان
مهدی (فرامرز صدیقی) جوانی دانشجو، گریبان‌گیر عشق به دختری به نام فرزانه (فرشته جنابی) است. خواهری دارد که سرطان دارد و رو به مرگ است. او برای مداوای خواهرش از رئیسش در دفتر مهندسی ساختمان که آنجا نیز کار می‌کند، پولی می‌خواهد اما رئیس او از دادن پول امتناع می‌کند. مهدی در همسایگی‌اش با پری زنی بیوه که آرایشگر است (ایرن)، ارتباط برقرار می‌کند. آقا مشیر پیرمردی نزول‌خوار (اکبر جنتی شیرازی) از پری حمایت می‌کند و رفیق او نیز می‌باشد. پری تشنه محبت و عشق است. به‌واسطهٔ این زن، مهدی از پیرمرد پول نزول می‌گیرد اما در هنگام بازپرداخت پول تعلل می‌کند. پیرمرد این قضیه را به او گوشزد می‌کند و مهدی بر اثر فشار اقتصادی و درگیری لفظی، پیرمرد را ناخواسته هل می‌دهد و پیرمرد نزول‌خوار ناگهان فوت می‌کند و زن آرایشگر شاهد این به‌ظاهر قتل است. این اولین شوک فیلمساز برای چرخش از فضای عاطفی و عاشقانه به فضای عصیانی و سرگشتگی است.
پری از خدا خواسته جوان دانشجو را از این به بعد در اتاق خود مخفیانه پناه می‌دهد و هر دو در پنهان‌سازی این قضیه شریک می‌شوند. با گذشت زمان سرگشتگی جوان دانشجو بیشتر می‌شود و او بین ماندن و رفتن برای رسیدگی به وضعیت خواهرش و دختر مورد علاقه‌اش گیر می‌کند؛ زیرا هر لحظه ممکن است لو برود. در این فضای عصیان است که زن آرایشگر او را در بن‌بست خواست‌های شهوانی‌اش قرار می‌دهد و جوان دانشجو ناخواسته در این فضا قرار می‌گیرد. در یکی از سکانس‌ها مرد جوان یک شب بعد از سیاه‌مستی به خانه این زن بازمی‌گردد و بدون اینکه متوجه باشد، زن او را عریان می‌کند و با او هم بستر می‌شود.
با گذشت زمان او با مصرف حشیش مکافات قتل را در ذهنش تجسم می‌کند و عصیان‌گری او بیشتر می‌شود. با صلاح‌دید این زن یا خودش، مخفیانه صرافی امپریال را زیر نظر می‌گیرد و در منزل نقشه دزدی از آن را بارها می‌کشد. مالک صرافی امپریال و فرزندش افرادی منفور و دون‌صفت هستند. او در نهایت با گروگان‌گیری و ضرب و شتم (شاید هم قتل) این افراد پول را به خواهرش می‌رساند و بعد از آن تصمیم می‌گیرد واقعیت را لو بدهد. مأموران پلیس متوجه می‌شوند و برای دستگیری او مراجعه می‌کنند اما او از دست آن‌ها می‌گریزد و با ماشین ژیان خود به جاده خارج شهر می‌رود. او در نهایت سرگشتگی اما تلخ مجبور می‌شود ژیانش را با سرعت به دیوار بزند (در اینجا ناگهان فیلم، رنگی می‌شود) و بعد از زخمی شدن در حالی که ذره ذره جان می‌دهد (موسیقی بابک بیات با صدای اُپرایی سوپرانوی هرمینه اوج می‌گیرد). خودش را در دریاچه‌ای پرت می‌کند و می‌میرد.

## تولید فیلم
- ۱۳۵۰: نگارش فیلمنامه
- ۱۳۵۱: تولید فیلم
- فروردین ۱۳۵۲: توقیف فیلم

## نمایش فیلم
فیلم برهنه تا ظهر با سرعت برای بار نخست در ویژه برنامه افتتاحیهٔ ششمین و آخرین جشنواره سینمایی سپاس در تاریخ ۳۱ اردیبهشت سال ۱۳۵۳ در سینما کاپری نمایش داده شد و قبل از اکران عمومی مجدداً توقیف شد.
این فیلم دو سال بعد با سانسور ۲۵ دقیقه از فیلم، در تاریخ سه‌شنبه ۲۶ مرداد ۱۳۵۵ خورشیدی تنها در سینما کاپری به نمایش درآمد. این فیلم جایگزین فیلم شام آخر در سینما کاپری شد.
فیلم برهنه تا ظهر با سرعت به مدت بیش از ۵ هفته یا ۳۷ روز در سینما کاپری تهران، در شش نوبت (سانس) نمایش داده شد. به دلیل استقبال زیاد، دو سانس فوق‌العاده اضافی در ساعت ۱۱ شب پنجشنبه ۲۸ مرداد و ۹ صبح جمعه ۲۹ مرداد نیز پخش شد. این فیلم پس از ۳۷ روز نمایش در ۲۲۴ سانس، در تاریخ چهارشنبه ۱ مهر ۱۳۵۵ جای خود را به فیلم مکزیکی زاپاتا (عنوان اصلی Emiliano Zapata محصول ۱۹۷۰ مکزیک) داد.
اکران عمومی این فیلم در سال ۱۳۵۵ در شهرستان‌ها شامل سینما مترو در شیراز، سینما آتلانتیک در کرمانشاه و سینما مولن‌روژ در زنجان بوده است.
نسخه سانسورشده فیلم برهنه تا ظهر با سرعت در سال بعد، از تاریخ سه‌شنبه ۱۳ اردیبهشت ۱۳۵۶ در سینما ایفل تهران مجدداً به نمایش عمومی درآمد و پس از ۹ روز نمایش شش سانسه در ۵۴ سانس، در تاریخ پنج‌شنبه ۲۲ اردیبهشت ۱۳۵۶ جای خود را به فیلم نبرد بولج داد که در ایران با عنوان «برای پیروزی» دوبله و نمایش داده شد.

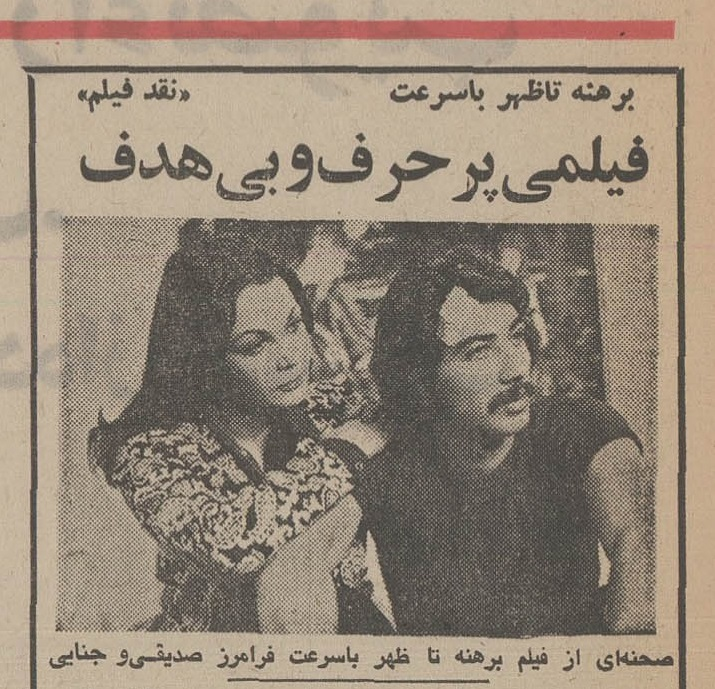
صحنه‌ای از فیلم برهنه تا ظهر با سرعت با حضور فرامرز صدیقی و جنابی